# Prefeito de São Francisco (Califórnia)
O Prefeito de São Francisco (em inglês:  Mayor of the City and County of San Francisco) é o chefe de governo do condado de São Francisco, eleito diretamente pelos habitantes da região. Ao prefeito cabe promover a ordem da cidade através do cumprimento das leis aprovadas pela Câmara de Supervisores de São Francisco. O indivíduo eleito serve como prefeito durante quatro anos e limita-se a dois mandatos consecutivos.
A cidade teve ao todo 43 prefeitos. John W. Geary, eleito em 1850, foi o primeiro a exercer a função. Charles James Brenham, que serviu como prefeito durante a década de 1850, foi o único a renunciar o mandato. O prefeito anterior, Gavin Newsom pediu demissão para assumir o cargo de vice-governador da Califórnia, em 10 de janeiro de 2011. Ed Lee foi nomeado pelo Conselho de Supervisores no dia seguinte após o término do mandato de Newsom. Lee foi eleito em 8 de novembro de 2011 pelo voto popular.

## Eleições
O prefeito de São Francisco é eleito a cada quatro anos; as eleições ocorrem um ano antes das eleições presidenciais dos Estados Unidos. O candidato a prefeito deve estar registrado para votar em São Francisco. O prefeito geralmente toma posse em 8 de janeiro após a eleição.[carece de fontes?]
Dentro da Constituição da Califórnia, todas as eleições municipais no estado são realizadas em um sistema não-partidário. Como resultado, as filiações dos candidatos do partido não estão listados na cédula de votação, e vários candidatos de um único partido podem disputar a eleição, pois a eleição primária não é realizada.

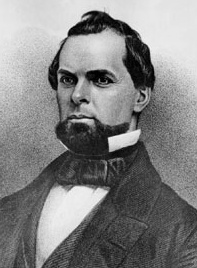
John W. Geary, 1º prefeito de São Francisco.

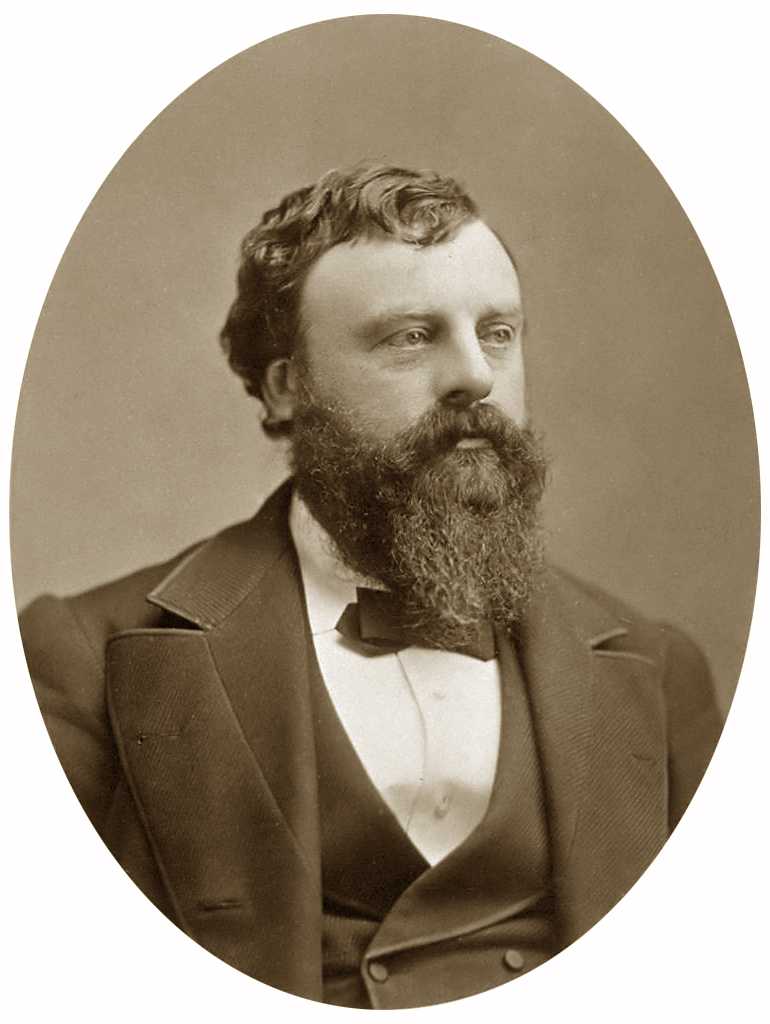
Isaac Smith Kalloch, 18º prefeito de São Francisco.

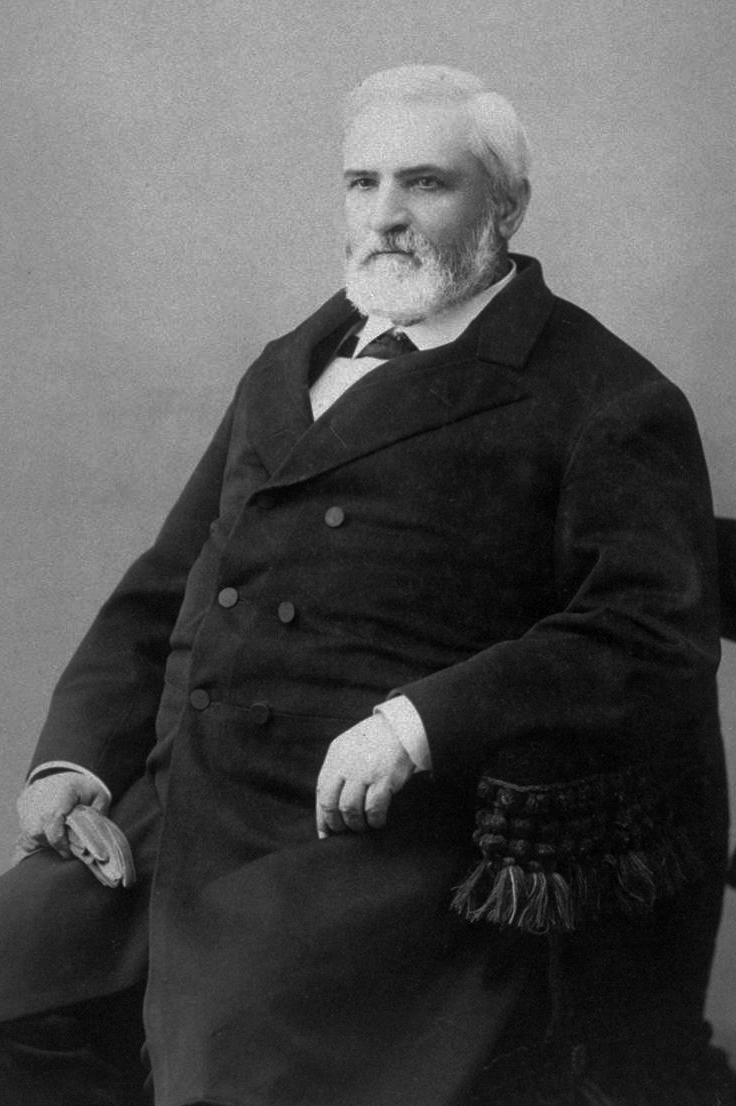
Washington Bartlett, 20º prefeito de São Francisco.

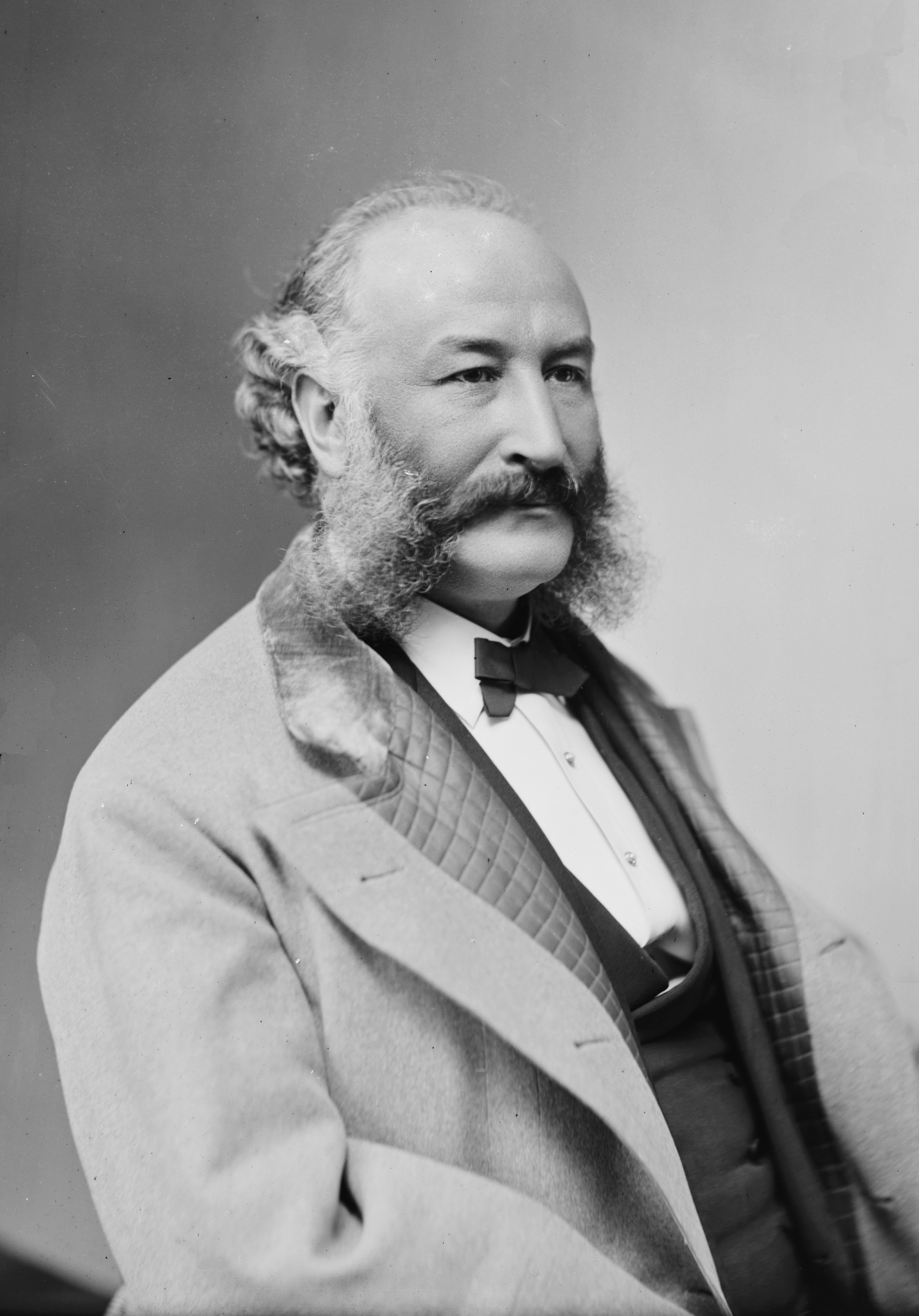
Adolph Sutro, 24º prefeito de São Francisco.

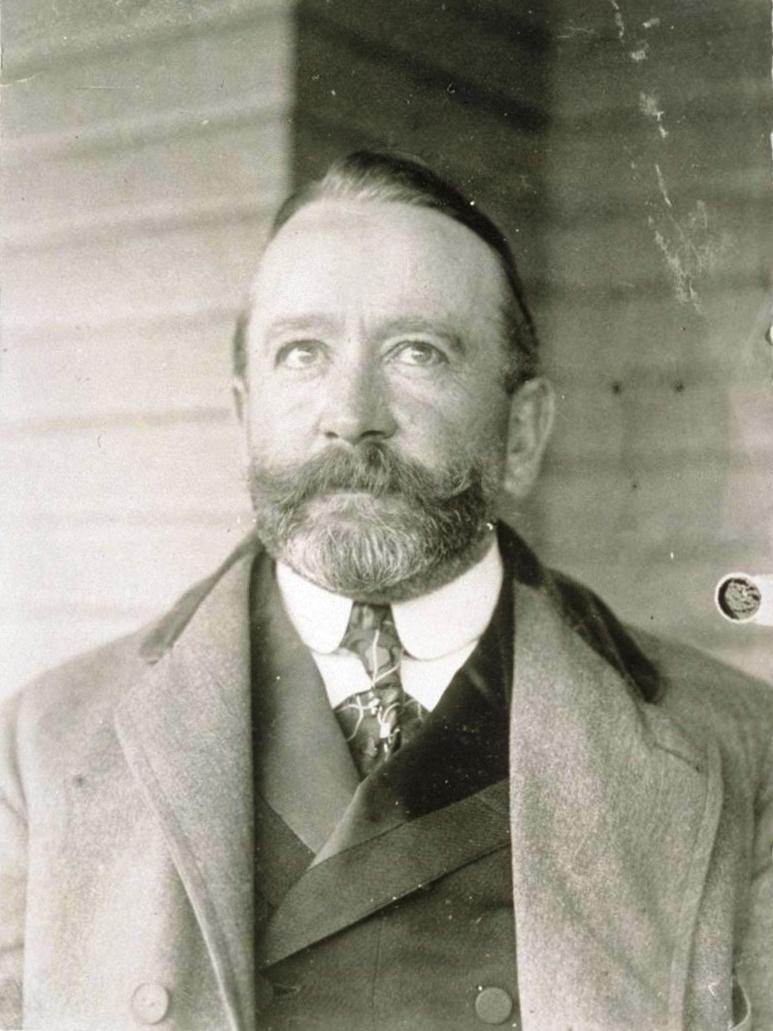
James D. Phelan, 25º prefeito de São Francisco.

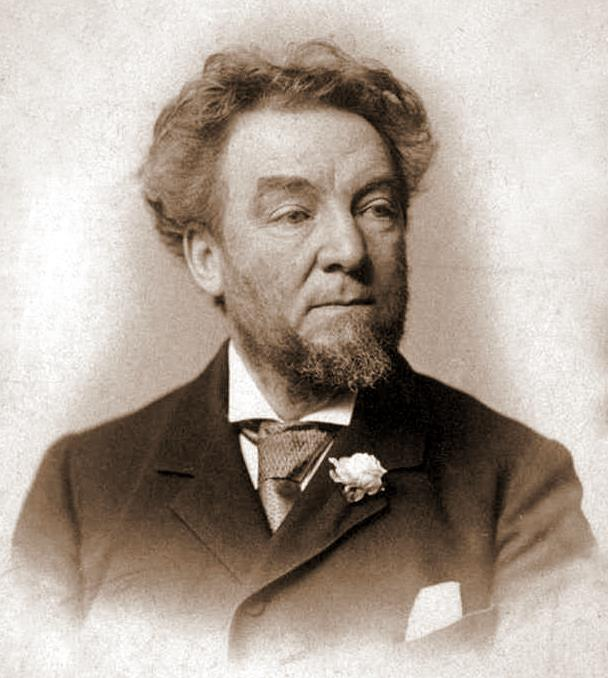
Edward Robeson Taylor, 28º prefeito de São Francisco.

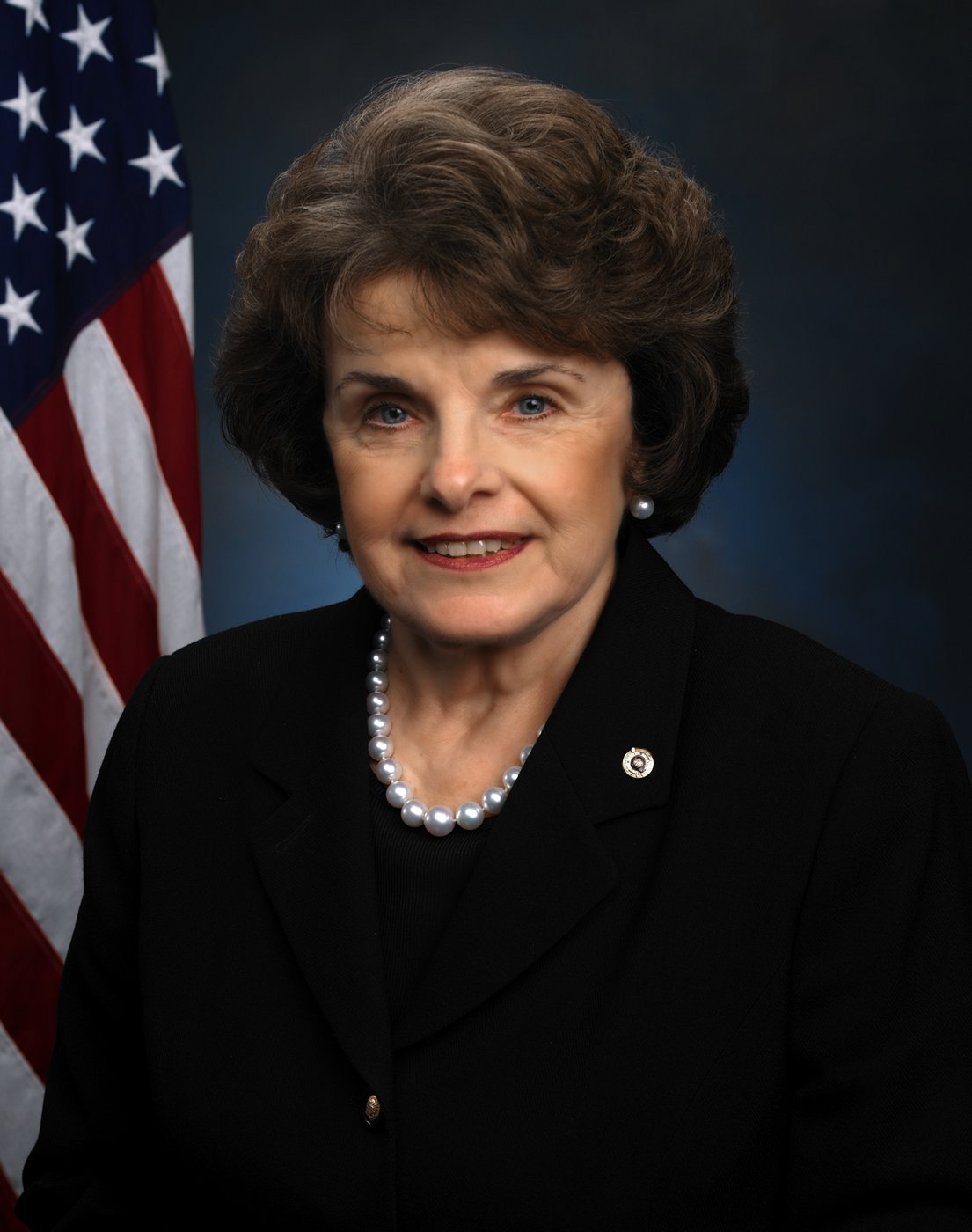
Dianne Feinstein, 38º prefeita de São Francisco.

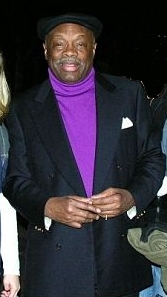
Willie Brown, 41º prefeito de São Francisco.

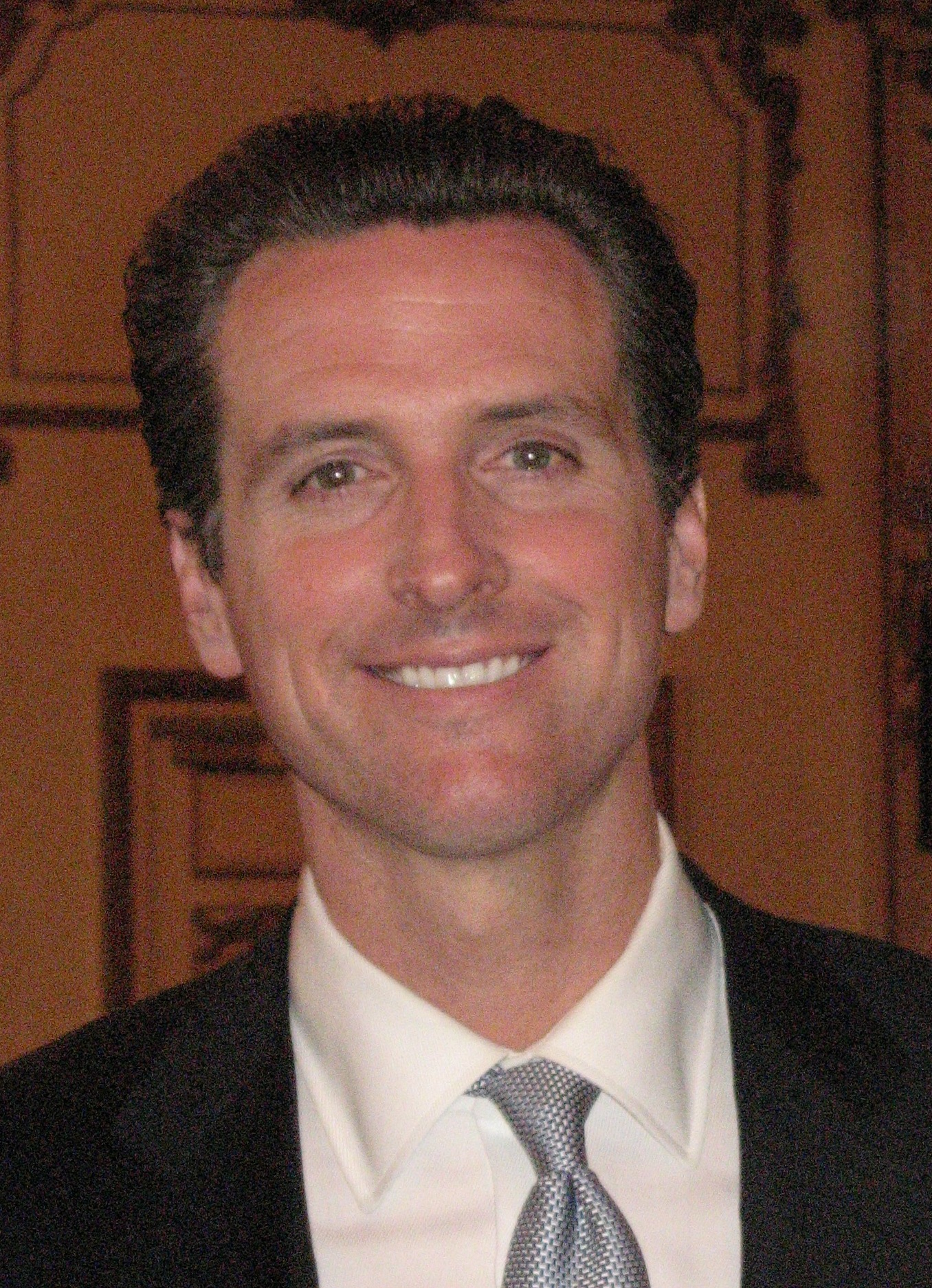
Gavin Newsom, 42º prefeito de São Francisco.

As eleições foram originalmente feitas em um sistema de duas voltas. Se nenhum candidato recebe uma simples maioria de votos na eleição geral, os dois candidatos que receberam o maior número de votos disputam o segundo turno, cerca de três semanas após o primeiro. Em 2002, o sistema da eleição para os funcionários municipais foi revisado como resultado de um referendo. O novo sistema, conhecido como instant-runoff voting, permite que os eleitores votem em três candidatos. Se nenhum candidato tem mais da metade dos votos no primeiro turno, o candidato com menos votos é eliminado, depois disso a disputa fica entre os candidatos mais votados até chegar ao vencedor. Este sistema foi implementado pela primeira vez na eleição do Conselho de Supervisores em 2004. Em 2007, o novo sistema foi implementado na eleição para prefeito pela primeira vez.

## Funções
O prefeito eleito pelo povo assume a responsabilidade de fazer cumprir todas as leis aprovadas pela Câmara de Supervisores, administrar e coordenar a cidade sob qualquer aspecto e apresentar o orçamento da cidade ao fim de cada ano fiscal.
O prefeito detém o poder de aprovar ou vetar projetos de lei anteriormente aprovados pela Câmara de Supervisores. O prefeito também tem o direito de participar de todas as reuniões e comissões da Câmara e apontar um prefeito interino caso esteja ausente na cidade.

## Sucessão
Quando o prefeito eleito morre em exercício, renuncia ao cargo ou mostra-se incapaz de cumprir com seus deveres constitucionais e não nomear um interino, o presidente do Conselho de Supervisores deve assumir o cargo até que o Conselho aponte alguém para preencher o cargo e concluir o mandanto anterior. Este caso já se repetiu quatro vezes: James Otis, morreu no cargo e foi substituído por George Hewston,[a] James Rolph renunciou e foi sucedido por Angelo Rossi,[c] George Moscone foi assassinado e sucedido por Dianne Feinstein,[d] e Gavin Newsom renunciou e foi sucedido por Ed Lee.[e]

## Lista
São Francisco teve 42 prefeitos e 43 mandatos, devido que o prefeito Charles James Brenham ocupou o cargo por duas vezes, entre 1851-1851 e 1852-1853. O mandato mais longo foi o de James Rolph, que ficou no cargo por mais de 18 anos, até que renunciou para assumir o cargo de governador da Califórnia. A duração de seu mandato como prefeito foi em grande parte devido à sua popularidade. Durante seu mandato, São Francisco viu a expansão do seu sistema de trânsito, a construção do Centro Cívico e a Feira Mundial. O mandato mais curto foi o de Charles Boxton, que ocupou o cargo por apenas oito dias antes de renunciar. Dois prefeitos morreram durante o mandato: Otis morreu por causa de uma doença e Moscone foi assassinado. Dianne Feinstein é a única mulher a ocupar o cargo, Willie Brown é o único afro-americano e Ed Lee foi o único asiático a ser prefeito.
Onze prefeitos nasceram em São Francisco: Levi Richard Ellert, James D. Phelan, Eugene Schmitz, Rolph, Elmer Robinson, John Shelley, Joseph Alioto, Moscone, Feinstein, Frank Jordan e Gavin Newsom. Quatro prefeitos nasceram no exterior: Frank McCoppin (Reino Unido), P. H. McCarthy (Irlanda), Adolph Sutro (Alemanha) e George Christopher (Grécia).[carece de fontes?]
Esta lista não inclui todos os prefeitos em exercício, pois São Francisco teve muitos, como o prefeito em exercício é normalmente nomeado pelo prefeito, sempre que ele estará fora da cidade.[carece de fontes?]
| #  | Prefeito                     | Início do mandato      | Fim do mandato         | Partido                     | Referências e notas |
| -- | ---------------------------- | ---------------------- | ---------------------- | --------------------------- | ------------------- |
| 1  | John W. Geary                | 1 de maio de 1850      | 4 de maio de 1851      | Sem partido                 | [ 20 ]              |
| 2  | Charles James Brenham        | 5 de maio de 1851      | 31 de dezembro de 1851 | Whig                        | [ 21 ]              |
| 3  | Stephen Randall Harris       | 1 de janeiro de 1852   | 9 de novembro de 1852  | Democrata                   | [ 22 ]              |
| 4  | Charles James Brenham        | 10 de novembro de 1852 | 2 de outubro de 1853   | Whig                        | [ 21 ]              |
| 5  | Cornelius Kingsland Garrison | 3 de outubro de 1853   | 1 de outubro de 1854   | Whig                        | [ 23 ] [ 24 ]       |
| 6  | Stephen Palfrey Webb         | 2 de outubro de 1854   | 30 de junho de 1855    | Know Nothing                | [ 23 ] [ 25 ]       |
| 7  | James Van Ness               | 1 de julho de 1855     | 7 de julho de 1856     | Democrata                   | [ 23 ] [ 26 ]       |
| 8  | George J. Whelan             | 8 de julho de 1856     | 14 de novembro de 1856 | Americano                   |                     |
| 9  | Ephraim Willard Burr         | 15 de novembro de 1856 | 2 de outubro de 1859   | Americano                   | [ 27 ]              |
| 10 | Henry F. Teschemacher        | 3 de outubro de 1859   | 30 de junho de 1863    | Vigilância das Pessoas      | [ 28 ]              |
| 11 | Henry Perrin Coon            | 1 de julho de 1863     | 1 de dezembro de 1867  | Vigilância das Pessoas      | [ 29 ]              |
| 12 | Frank McCoppin               | 2 de dezembro de 1867  | 5 de dezembro de 1869  | Democrata                   | [ 30 ]              |
| 13 | Thomas Henry Selby           | 6 de dezembro de 1869  | 3 de dezembro de 1871  | Republicano                 | [ 31 ]              |
| 14 | William Alvord               | 4 de dezembro de 1871  | 30 de novembro de 1873 | Republicano                 | [ 32 ]              |
| 15 | James Otis                   | 1 de dezembro de 1873  | 30 de outubro de 1875  | Populista                   | [a]                 |
| 16 | George Hewston               | 4 de novembro de 1875  | 5 de dezembro de 1875  | Democrata                   | [a]                 |
| 17 | Andrew Jackson Bryant        | 6 de dezembro de 1875  | 30 de novembro de 1879 | Populista                   | [ 35 ]              |
| 18 | Isaac Smith Kalloch          | 1 de dezembro de 1879  | 4 de dezembro de 1881  | Democrata                   | [ 36 ]              |
| 19 | Maurice Carey Blake          | 5 de dezembro de 1881  | 7 de janeiro de 1883   | Republicano                 | [ 37 ]              |
| 20 | Washington Bartlett          | 8 de janeiro de 1883   | 2 de janeiro de 1887   | Democrata                   | [ 38 ]              |
| 21 | Edward B. Pond               | 3 de janeiro de 1887   | 4 de janeiro de 1891   | Democrata                   | [ 39 ]              |
| 22 | George Henry Sanderson       | 5 de janeiro de 1891   | 3 de janeiro de 1893   | Republicano                 | [ 40 ]              |
| 23 | Levi Richard Ellert          | 3 de janeiro de 1893   | 6 de janeiro de 1895   | Republicano                 | [ 41 ]              |
| 24 | Adolph Sutro                 | 7 de janeiro de 1895   | 3 de janeiro de 1897   | Populista                   | [ 42 ] [ 43 ]       |
| 25 | James D. Phelan              | 4 de janeiro de 1897   | 7 de janeiro de 1902   | Democrata                   | [ 44 ] [ 45 ]       |
| 26 | Eugene Schmitz               | 8 de janeiro de 1902   | 8 de julho de 1907     | Sindicato dos Trabalhadores | [b]                 |
| 27 | Charles Boxton               | 9 de julho de 1907     | 16 de julho de 1907    | Sindicato dos Trabalhadores | [b]                 |
| 28 | Edward Robeson Taylor        | 16 de julho de 1907    | 7 de janeiro de 1910   | Democrata                   | [b]                 |
| 29 | P. H. McCarthy               | 8 de janeiro de 1910   | 7 de janeiro de 1912   | Sindicato dos Trabalhadores | [ 50 ]              |
| 30 | James Rolph                  | 8 de janeiro de 1912   | 6 de janeiro de 1931   | Republicano                 | [c]                 |
| 31 | Angelo Joseph Rossi          | 7 de janeiro de 1931   | 7 de janeiro de 1944   | Republicano                 | [c]                 |
| 32 | Roger Lapham                 | 8 de janeiro de 1944   | 7 de janeiro de 1948   | Republicano                 | [ 54 ]              |
| 33 | Elmer Robinson               | 8 de janeiro de 1948   | 7 de janeiro de 1956   | Republicano                 | [ 55 ]              |
| 34 | George Christopher           | 8 de janeiro de 1956   | 7 de janeiro de 1964   | Republicano                 | [ 56 ] [ 57 ]       |
| 35 | John Shelley                 | 8 de janeiro de 1964   | 7 de janeiro de 1968   | Democrata                   | [ 58 ] [ 59 ]       |
| 36 | Joseph Alioto                | 8 de janeiro de 1968   | 7 de janeiro de 1976   | Democrata                   | [ 60 ]              |
| 37 | George Moscone               | 8 de janeiro de 1976   | 27 de novembro de 1978 | Democrata                   | [d]                 |
| 38 | Dianne Feinstein             | 4 de dezembro de 1978  | 7 de janeiro de 1988   | Democrata                   | [d]                 |
| 39 | Art Agnos                    | 8 de janeiro de 1988   | 7 de janeiro de 1992   | Democrata                   | [ 63 ]              |
| 40 | Frank Jordan                 | 8 de janeiro de 1992   | 7 de janeiro de 1996   | Democrata                   | [ 64 ]              |
| 41 | Willie Brown                 | 8 de janeiro de 1996   | 7 de janeiro de 2004   | Democrata                   | [ 65 ]              |
| 42 | Gavin Newsom                 | 8 de janeiro de 2004   | 10 de janeiro de 2011  | Democrata                   | [e]                 |
| 43 | Edwin M. Lee                 | 11 de janeiro de 2011  | 12 de dezembro de 2017 | Democrata                   | [e]                 |
| *  | London Breed                 | 12 de dezembro de 2017 | 23 de janeiro de 2018  | Democrata                   | [e]                 |
| 44 | Mark Farrell                 | 23 de janeiro de 2018  | 11 de julho de 2018    | Democrata                   | [f]                 |
| 45 | London Breed                 | 11 de julho de 2018    | em exercício           | Democrata                   |                     |

### Outros cargos ocupados
A lista abaixo mostra os prefeitos de São Francisco que ocuparam outros cargos antes ou depois de seu mandato.
* São os cargos em que o prefeito renunciou para assumi-los.
| Prefeito             | Mandato   | Outros cargos                                                                        | Referências          |
| -------------------- | --------- | ------------------------------------------------------------------------------------ | -------------------- |
| John W. Geary        | 1850–1851 | Governador Territorial do Kansas (1856–1857) Governador da Pensilvânia (1867–1873)   | [ 68 ] [ 69 ]        |
| Stephen Palfrey Webb | 1854–1855 | Prefeito de Salem (1842–1844, 1860–1862)                                             | [ 70 ]               |
| James Van Ness       | 1855–1856 | Senador Estadual da Califórnia (1871)                                                | [ 71 ]               |
| Maurice Carey Blake  | 1881–1883 | Representante Estadual da Califórnia (1857–1858)                                     | [ 72 ]               |
| Washington Bartlett  | 1883–1887 | Senador Estadual da Califórnia (1873–1877) Governador da Califórnia (1887)           | [ 73 ] [ 74 ] [ 75 ] |
| James D. Phelan      | 1897–1902 | Senador pela Califórnia (1915–1921)                                                  | [ 76 ]               |
| James Rolph          | 1912–1931 | Governador da Califórnia* (1931–1934)                                                | [ 73 ]               |
| John Shelley         | 1964–1968 | Senador Estadual da Califórnia (1938–1946) Representante pela Califórnia (1949–1964) | [ 77 ] [ 78 ]        |
| George Moscone       | 1976–1978 | Senador Estadual da Califórnia (1966–1975)                                           | [ 79 ]               |
| Dianne Feinstein     | 1978–1988 | Senadora pela Califórnia (1992–presente)                                             | [ 80 ]               |
| Art Agnos            | 1988–1992 | Representante Estadual da Califórnia (1976–1988)                                     | [ 81 ] [ 82 ]        |
| Willie Brown         | 1996–2004 | Representante Estadual da Califórnia (1964–1995)                                     | [ 83 ]               |
| Gavin Newsom         | 2004–2011 | Governador da Califórnia* (2019–presente)                                            | [ 84 ]               |